# I конная когорта римских граждан бракаравгустанцев
I конная когорта римских граждан бракаравгустанцев (лат. Cohors I Bracaraugustanorum equitata civium Romanorum) — вспомогательное подразделение армии Древнего Рима.
Данное подразделение было сформировано из жителей города Бракара Августа в провинции Тарраконская Испания в эпоху правления императора Нерона. При этом государе оно стояло лагерем в Далмации. Затем когорта была передислоцирована в Нижнюю Мёзию, где упоминается в ряде надписей от 97, 99, 98, 104, 114, 119, 124, 134 и 140 годов. После этого она находилась в Дакии в крепости Ангустия.